# World Games 2025/Teilnehmer (Amerikanische Jungferninseln)
| Gelbes Symbol für Goldmedaillen mit stilisierten Olympischen Ringen | Graues Symbol für Silbermedaillen mit stilisierten Olympischen Ringen | Braundes Symbol für Bronzemedaillen mit stilisierten Olympischen Ringen |
| ------------------------------------------------------------------- | --------------------------------------------------------------------- | ----------------------------------------------------------------------- |
| 1                                                                   | —                                                                     | —                                                                       |

Die Amerikanischen Jungferninseln nahm an den World Games 2025 mit einem Athleten teil.

## Medaillen

### Medaillenspiegel
| Rang   | Sportart       | Gold | Silber | Bronze | Gesamt |
| ------ | -------------- | ---- | ------ | ------ | ------ |
| 1      | Kraftdreikampf | 1    | —      | —      | 1      |
| Gesamt | Gesamt         | 1    | 0      | 0      | 1      |

### Medaillengewinner
| Name/n        | Sportart       | Wettkampf     |
| ------------- | -------------- | ------------- |
| Gold          |                |               |
| Joseph Jordan | Kraftdreikampf | Leichtgewicht |

## Teilnehmer nach Sportarten

### Kraftdreikampf
| Athleten      | Wettbewerb    | Gewicht    | Gewicht     | Gewicht    | Gesamt   | Gesamt | Rang |
| Athleten      | Wettbewerb    | Kniebeugen | Bankdrücken | Kreuzheben | Gewicht  | Punkte | Rang |
| ------------- | ------------- | ---------- | ----------- | ---------- | -------- | ------ | ---- |
| Männer        |               |            |             |            |          |        |      |
| Joseph Jordan | Leichtgewicht | 260,0 kg   | 170,0 kg    | 290,0 kg   | 720,0 kg | 112,46 | Gold |